# قاسم الريمي
قاسم يحيى مهدي الريمي ويكنى أبو هريرة الصنعاني (5 يونيو 1978 - 29 يناير 2020) هو قائد تنظيم القاعدة في جزيرة العرب وعين قائداً للتنظيم في 16 يونيو 2015، خلفاً لناصر الوحيشي الذي قتل بغارة لطائرة بدون طيار في مدينة المكلا عاصمة محافظة حضرموت شرق اليمن.
حُكم عليه بالسجن خمسة أعوام في 2005 بعد إدانته في اليمن بتهمة التخطيط لاغتيال سفير الولايات المتحدة الأمريكية في اليمن، إلا أنه فر من السجن في اليمن عام 2006 بصحبة ناصر الوحيشي، في 2007 أعلن الريمي والوحيشي ظهور تنظيم القاعدة في اليمن.
أدرج قاسم الريمي في لجنة الجزاءات المفروضة على القاعدة في 11 مايو 2010، بسبب «المشاركة في تمويل أعمال أو أنشطة يقوم بها» تنظيم القاعدة في جزيرة العرب.

## نشأته
درس الابتدائية في مدرسة الأمل التي كانت حينها عبارة عن مبنى شعبي مكون من فصلين.

## هجوم مستشفى العرضي
ظهر الريمي يوم الجمعة الموافق 20 ديسمبر 2013 على اليوتيوب ليعلن عن تبني تنظيم القاعدة لاقتحام مستشفى وزارة الدفاع اليمنية الذي راح ضحيته أكثر من 60 شخصاً منهم أطباء ومرضى كانوا في مبنى المستشفى التابع للمجمع، ثم قدم اعتذارة عن هذا الهجوم الدامي وأعلن عن استعداد القاعدة لدفع ديات القتلى وتعويض الجرحى وترميم المستشفى.

## مقتله
في 23 فبراير / شباط 2020، أكد تنظيم القاعدة في شبه الجزيرة العربية مقتل الريمي وأعلن خالد باطرفي خلفا له.